# Strongylognathus kervillei
Strongylognathus kervillei là một loài côn trùng thuộc họ Formicidae. Đây là loài đặc hữu của Thổ Nhĩ Kỳ.